# Pella gesneri
Pella gesneri är en skalbaggsart som beskrevs av Klimaszewski in Klimaszewski, Sweeney, Price och Pierre Joseph Pelletier 2005. Pella gesneri ingår i släktet Pella och familjen kortvingar. Inga underarter finns listade i Catalogue of Life.